# Artisan transporteur
Un artisan transporteur est un transporteur routier ou chauffeur de poids-lourd possédant un seul camion ou travaillant seul. Cette définition n'a aucun équivalent juridique, et il s'agit d'une pratique.